# 純情 〜スンジョン〜
「純情 〜スンジョン〜」（スンジョン）は、日本の歌手DJ OZMAの2枚目のシングル。2006年7月12日発売。発売元はEMIミュージック・ジャパン。

## 概要
- 表題曲は韓国のダンスグループ・コヨーテのカバー。
- Bメロは原曲では1番、2番とも女性ボーカルのシンジが歌っているが、本曲では1番は夜王純一（途中からOZMAも）、2番は女性ダンサー（4人が交代で）が歌っている。
- PVには村中かずき・下川真矢・秋山智彦・アンミカが出演。
- 銀次・木谷寿巳の登場曲。
- 千葉ロッテマリーンズのチャンステーマでもある。

## 収録曲
1. 純情 〜スンジョン〜(3:44)
作詞：DJ OZMA/Joon-Young Choi、作曲：Joon-Young Choi、編曲：DJ OZMA
2. 朝がくる度(5:01)
作詞・作曲：綾小路翔、編曲：DJ OZMA
氣志團のカバー
3. 純情 〜スンジョン〜 (Instrumental)(3:44)
4. 朝がくる度 (Instrumental)(5:01)

## 収録アルバム

### 純情 〜スンジョン〜
- オリジナル『I ♥ PARTY PEOPLE』（2006年11月15日）
- オムニバス『ホストランス2』（2007年6月27日）
- ベスト『SINGLE COLLECTION　-2006～2008-　～A-side trax～』（2008年12月31日）

### 朝がくる度
- オリジナル『I ♥ PARTY PEOPLE』（2006年11月15日）